# Ковалёв, Сергей Викторович (российский футболист)
Сергей Викторович Ковалёв (13 августа 1972, Воронеж, СССР) — советский и российский футболист, защитник.

## Карьера
Воспитанник воронежского футбола. Карьеру начал в дочерней команде «Факела» «Факел-МЦОП» в 1989 году, в первенстве РСФСР среди КФК. 1990 год начал в «Факеле», но, не проведя ни одного матча, перешёл в московское «Динамо», где за год сыграл 22 матча за дубль. По ходу сезона-1991 перешёл в клуб первой лиги «Геолог» Тюмень, в составе которого в 10 матчах забил один гол. В 1992 году за команду, переименованную в «Динамо-Газовик», сыграл 25 матчей в российской высшей лиге. В 1993 году на высшем уровне не выступал. В 1994 году играл за команды второй лиги «Иргиз» Балаково и «Спартак» Анапа. В 1995—1996, 1998—1999 годах сыграл 93 игры, забил три мяча за «Локомотив» Лиски, где и завершил профессиональную карьеру. В 2000—2001 играл в составе любительского клуба «Газовик» Острогожск.
Играл за юношескую сборную СССР в 1987—1990 годах.
Работал тренером в воронежской команде «Факел-СтройАрт» в 2008 году.